# 圣皮埃尔莱塞蒂约
圣皮埃尔莱塞蒂约（法語：Saint-Pierre-les-Étieux，法語發音：[sɛ̃ pjɛʁ le.z‿etjø]）是法国谢尔省的一个市镇，位于该省南部，属于圣阿芒蒙龙区。

## 地理
圣皮埃尔莱塞蒂约（46°44'17"N, 2°35'37"E）面积27.34 平方千米，位于法国中央-卢瓦尔河谷大区谢尔省，该省份为法国中部省份，北起卢瓦雷省，西接卢瓦-谢尔省和安德尔省，南至克勒兹省，东南接阿列省，东临涅夫勒省。
与圣皮埃尔莱塞蒂约接壤的市镇（或旧市镇、城区）包括：阿尔弗耶、谢尔省沙朗通、科隆比耶、库斯特、聖阿芒蒙龍。

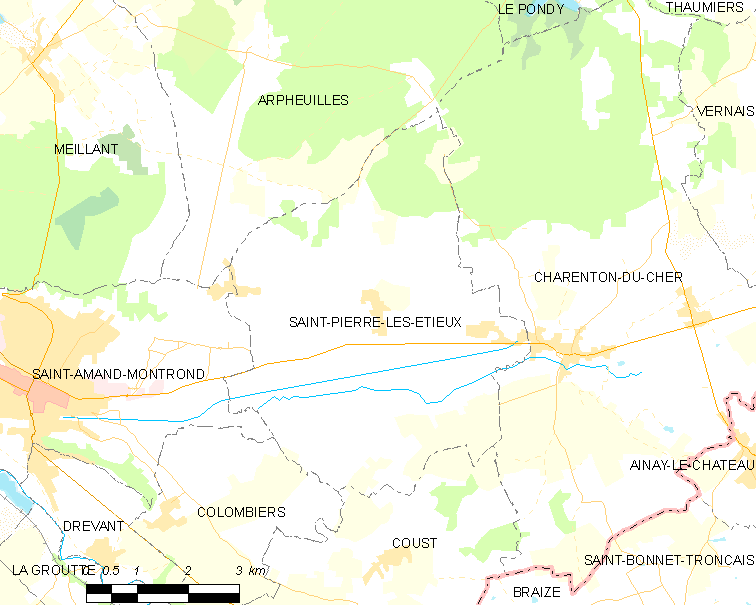
圣皮埃尔莱塞蒂约的OSM定位图

圣皮埃尔莱塞蒂约的时区为UTC+01:00、UTC+02:00（夏令时）。

## 行政
圣皮埃尔莱塞蒂约的邮政编码为18210，INSEE市镇编码为18231。

## 政治
圣皮埃尔莱塞蒂约所属的省级选区为欧龙河畔丹县。

## 人口

1962-2008年间圣皮埃尔莱塞蒂约人口变化图示

圣皮埃尔莱塞蒂约于2022年1月1日时的人口数量为744人。